# セーラ (小惑星)
セーラ (533 Sara) は、小惑星帯に位置する小惑星である。
レイモンド・スミス・ドゥーガンがハイデルベルクで発見した小惑星で、彼の友人にちなんで名づけられた。